# المعاهدة مع الجزائر (1815)
وُقِّعت المعاهدة مع الجزائر في 30 يونيو 1815، بين الولايات المتحدة الأمريكية وإيالة الجزائر في الساحل البربري، والتي كانت إسمياً جزءًا من الدولة العثمانية، من طرف داي الجزائر عمر آغا الذي كان حاكماً للجزائر في الفترة (11 أبريل 1815 - 8 سبتمبر 1817) وكما تنص المعاهدة في المادة الأولى:
صادقت عليها الولايات المتحدة في 26 ديسمبر 1815

## وصلات خارجية
- Text of the Treaty